# Pumsae
Poomsae (visto también con otras grafías, como poomsae o pumse) es una combinación de defensas y ataques, ejecutados en una línea de movimientos. Muestran la esencia y el arte del taekwondo. Cada pumsae tiene una connotación filosófica que recoge la tradición milenaria del pueblo coreano. A través de la práctica de los pumsae, los estudiantes llegan a aprender las aplicaciones de varias técnicas de taekwondo. Los pumsae juegan un papel multidimensional, ayudando en el desarrollo y perfeccionamiento de la coordinación, equilibrio, sincronización, control de la respiración y ritmo, dichas habilidades son esenciales para el estudiante de corea.

## El origen del pumsae
Los pumsaes del taekwondo están diseñados para hacer frente colectivamente a las amenazas externas en que la sociedad se ha convertido en un grupo organizado, lo que debilita la necesidad de medidas de defensa individuales solitarias. Para los componentes de la comunidad, la práctica y la transmisión de las técnicas debe ser conveniente y menos complicado. En ese sentido, el poomsae se ha sistematizado gradualmente a través de experiencias prácticas junto con la ayuda de las ciencias filosóficas y médicas. Se cree que en la antigüedad se practicaba el poomsae entre la clase dominante y la primera poomsae “patrón” que aparece en los documentos o monumentos era alrededor del siglo I, cuando Koguryo frenó la carrera de Han (Corea).

## Definición de pumsae
Cada “pum” (Movimiento) de los pumsae se ha heredado a través de una larga historia de unos 5.000 años, finalmente como un producto de la técnica científica formulado sobre la base de la tradicional espíritu nacional y experimentos prácticos. Desde el punto de vista técnico, el propio pumsae es taekwondo, y los movimientos básicos no son más que las acciones preliminares para alcanzar el pumsae. El kyorugi es una aplicación práctica del pumsae y el espíritu del taekwondo se manifiesta no solo en la filosofía mental abstracta expresada en los documentos, sino también en la pumsae. Entonces, ¿cuál es el pumsae de taekwondo? El pumsae es el estilo de conducta que expresa directa o indirectamente, mejoras físicas y mentales, así como los principios de ataque y defensa resultante del cultivo del espíritu y las técnicas de taekwondo.
Las figuras en taekwondo, llamados pumsae (término coreano), son combinaciones de técnicas de patadas puños y defensas sencillas o a doble mano que simulan un combate contra uno o varios adversarios, estas técnicas son la base del arte soportadas en lo físico, espiritual marcial y filosófico. Se cree que la práctica de las mismas con regularidad constituye a un ser fortalecido en todas sus dimensiones.
Los pumsae o figuras están basadas en las creencias del pueblo coreano con una incidencia de los países y/o regiones cercanas en donde la geomancia y la naturaleza son la fuente inspiradora de la creación y conjunción de movimientos, y como ejemplo tomaremos para explicar la figura superior o para cinta negra de cuarto nivel llamada pyongwon su significado es llanura, en donde esta simboliza la majestuosidad de los componentes naturales con relación del cielo la tierra y el hombre siendo este el protagonista de dicha relación. Existen figuras de niveles básicos hasta los niveles de cinturón negro o figuras superiores las cuales las adopta el practicante según su nivel de experiencia.
En el deporte del taekwondo disciplina mundial y olímpica con más de 200 federaciones afiliadas al organismo internacional, las figuras como modalidad deportiva en la última década han tenido un desarrollo trascendental teniendo 9 versiones de campeonatos del mundo (la novena versión se llevara a cabo en el 2014 en México) integrando a más de 50 países y 600 deportistas en promedio en cada justa.
El juzgamiento y la participación en el pumsae o figuras se sustenta en una modalidad en donde la precisión la estética, el equilibrio y la coordinación juegan el máximo papel para ser calificado, es importante recalcar la edad y el género los cuales se clasifican en categorías entre las cuales encontramos equipos, parejas, individual (con figuras prestablecidas) y estilo libre (creatividad frente a la creación de nuevas coreografías) de esta manera se puede participar con todas las posibilidades para conseguir un espacio dentro del pódium.
- Datos: Q18467176